# Bakterietoxin

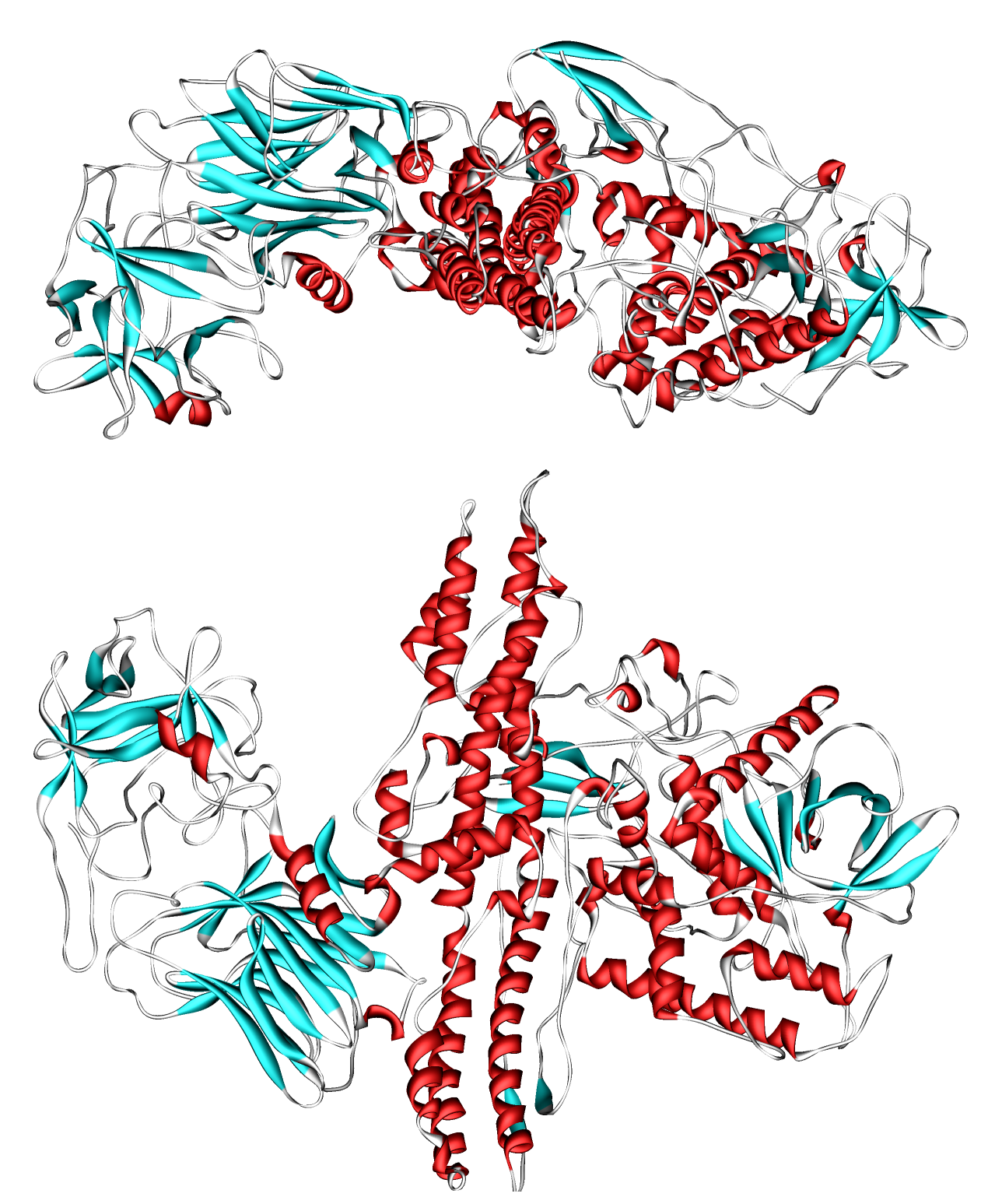

Bakterietoxin kallas den toxin som från bakteriesubstans leder till sjukdom.
Det finns två typer av bakteritoxin, endotoxiner och exotoxiner. Endotoxiner utsöndras av gramnegativa medan exotoxiner utsöndras av både gramnegativa och grampositiva bakterier.